# Primula griffithii
Primula griffithii là một loài thực vật có hoa trong họ Anh thảo. Loài này được (Watt) Pax miêu tả khoa học đầu tiên năm 1889.